# 小泉村 (宮城県)
小泉村（こいずみむら）は、1955年（昭和30年）まで宮城県本吉郡の中にあった村。現在の気仙沼市本吉町の南東部にあたる。

## 沿革
- 1889年（明治22年）4月1日 - 町村制施行にともない、旧来の小泉村単独で村制施行。
- 1955年（昭和30年）3月30日 - 津谷町・大谷村と合併し、本吉町となる。

## 行政

### 歴代村長
| 代 | 氏名         | 就任               | 退任                      | 備考 |
| -- | ------------ | ------------------ | ------------------------- | ---- |
| 1  | 及川義亮     | 1889年（明治22年） | 1890年（明治23年）        |      |
| 2  | 坂元良太郎   | 1891年（明治24年） | 1895年（明治27年）        |      |
| 3  | 今野徳松     | 1895年（明治28年） | 1898年（明治31年）        |      |
| 4  | 岩淵周之助   | 1899年（明治32年） | 1903年（明治36年）        |      |
| 5  | 小野寺栄次郎 | 1904年（明治37年） | 1912年（大正元年）        |      |
| 6  | 中村長吉     | 1913年（大正2年）  | 1916年（大正5年）         |      |
| 7  | 及川音五郎   | 1917年（大正6年）  | 1921年（大正10年）        |      |
| 8  | 小野寺栄次郎 | 1922年（大正11年） | 1923年（大正12年）        | 再任 |
| 9  | 六郷右ェ門   | 1924年（大正13年） | 1925年（大正14年）        |      |
| 10 | 中村宗基     | 1926年（昭和元年） | 1929年（昭和4年）         |      |
| 11 | 高橋本治     | 1930年（昭和5年）  | 1933年（昭和8年）         |      |
| 12 | 及川弥太夫   | 1934年（昭和9年）  |                           |      |
| 13 | 及川音五郎   | 1935年（昭和10年） | 1942年（昭和17年）        | 再任 |
| 14 | 佐藤広之助   | 1943年（昭和18年） | 1944年（昭和19年）        |      |
| 15 | 広藤伝       | 1945年（昭和20年） | 1946年（昭和21年）        |      |
| 16 | 佐々木亀吉   | 1947年（昭和22年） | 1955年（昭和30年）3月29日 |      |